# Antti Lovag
Antti Lovag (Budapest, 10 aprile 1920 – Tourrettes-sur-Loup, 27 settembre 2014) è stato un architetto e designer ungherese naturalizzato francese.
È considerato uno dei precursori della Blob Architecture, nonché autore di alcuni dei più avveniristici edifici della Costa Azzurra, tra cui il celebre Palais Bulles di Théoule-sur-Mer, acquistato nel 1990 dallo stilista Pierre Cardin.

## Biografia
Nato in Ungheria nel 1920 da padre russo e madre finlandese, Antti Lovag ha frequentato i corsi di architettura navale a Stoccolma in Svezia prima di proseguire gli studi all'École des Beaux-Arts a Parigi, città in cui si trasferì nel 1947.
Formatosi presso lo studio dell'architetto francese Jean Prouvé, dal 1960 Antti Lovag si definì presto un "abitologo" e sperimentò con gli architetti Pascal Haüsermann, Jean-Louis Chanéac e Jacques Couëlle l'architettura organica, corrente ispirata alle forme della natura, per realizzare abitazioni in armonia con  morfologia umana.
In seguito Antti Lovag estese il suo studio anche a complementi d'arredo che si adattassero forme organiche e nel 1969 progettò la sua prima Maison Bulles a Tourrettes-sur-Loup per Antoine Gaudet, il cui progetto di espansione permanente sarebbe durato circa trent'anni. 
Nel 1970 progettò una seconda opera analoga, intraprendendo la realizzazione della Maison Bernard a Port-La-Galère, per l'industriale di Lione Pierre Bernard.
Sempre per il medesimo committente, nel 1975 Antti Lovag progettò il Palais Bulles a Théoule-sur-Mer. Questa è forse l'opera più celebre e rappresentativa di Antti Lovag. La sua particolare morfologia sinuosa tuttavia cela abilmente una fusione assai plastica e organica di elementi sferici, dando vita a un labirintico susseguirsi spazi abilmente interrotti da scalinate, terrazze, cascate, porticati e cupole, suggerendo un senso di continuità tra interno ed esterno privo di barriere, oppure delimitato da ampie vetrate o avveniristiche strutture "a bolla" scorrevoli o apribili. Tutte caratteristiche già ampiamente sperimentate nella Maison Bernard ma che nel Palais Bulles vengono replicate e amplificate in modo quasi ossessivo ma con un risultato armonico e ben bilanciato.
Terminato nel 1984, nel 1990 il Palais Bulles venne acquistato dallo stilista Pierre Cardin e tuttora è di proprietà della casa di moda francese, dopo essere stato riconvertito in residence di lusso nel 2017. 
Nel 1998 la Maison Bernard è stata classificata monumento storico dal Ministero della Cultura francese e convertita in museo.  Nel 1999 nel registro dei monumenti storici è stato inserito anche il Palais Bulles.
Considerato uno dei precursori dell'architettura blob, sulla Costa Azzurra, Antti Lovag firma anche illustri progetti come la Maison des Jeunes Picaud a Cannes, il Complesso Astronomico del Collége Valéri a Nizza, il Collége de l'Estérel a Saint-Raphaël e il padiglione del Laboratorio di Interferometria presso l'Osservatorio Astronomico della Costa Azzurra a  Calern.
Antti Lovag è morto il 27 settembre 2014 nella sua casa-prototipo di Tourrettes-sur-Loup, dopo aver trascorso gli ultimi anni della sua vita a sviluppare nuove tecniche di costruzione.

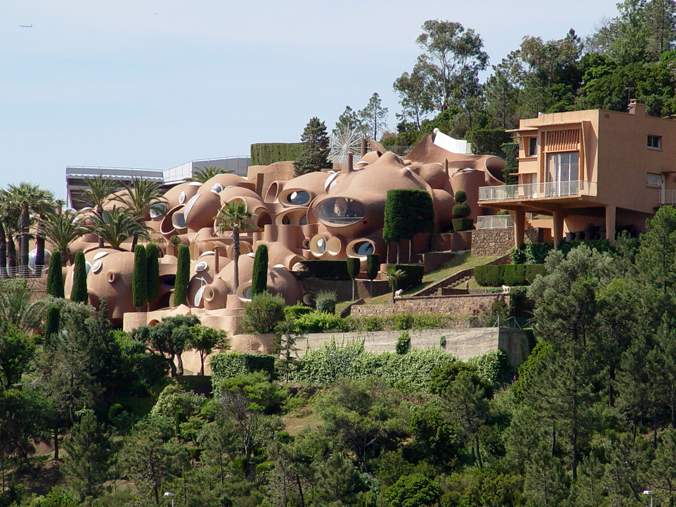
Una veduta complessiva del Palais Bulles di Théoule-sur-Mer

## Cronotassi delle opere più importanti
- 1971: Maison Bernard, a Port-la-Galére [2]
- 1974: Osservatorio Astronomico della Costa Azzurra, a Saint-Vallier-de-Thiey
- 1975: Palais Bulles, a Théoule-sur-Mer
- 1982: Complesso astronomico del Collége Valéri, a Nizza
- 1986: Maison Gaudet, a Tourrettes-sur-Loup
- 1991: Maison Hélène e Christian Roux, a Fontaines-sur-Saône

## Documentari
- Les maisons de Antti Lovag, film documentario di Hugues Peyret, 2004
- Les Visionnaires, film documentario di Julien Donada, 2013